# 리하르트 뷘슈
리하르트 뷘슈(독일어: Richard Wünsch, 한국명: 부언사(富彦士), 1869년 6월 1일 비스바덴 ~ 1915년 5월 17일 이우자(Iłża))는 독일의 의사로 1901년부터 4년간 대한제국 고종 황제의 시의를 지냈다.

## 생애
마르부르크 대학교에서 고전 언어학을 전공했으며 1893년 박사 학위를 취득했다. 대학을 졸업한 이후에는 2년 동안 프랑스 파리, 스페인, 이탈리아, 그리스로 유학을 떠나기도 했다.
1902년 브레슬라우(현재의 폴란드 브로츠와프)에서 하빌리타치온 시험에 합격했고 기센 대학교에서 고전 언어학 교수로 채용되었다. 1907년에는 쾨니히스베르크 대학교 교수, 1913년에는 뮌스터 대학교 교수로 채용되었다. 제1차 세계 대전 중이던 1915년 5월 17일 이우자에서 러시아 군대의 공격을 받고 전사했다.

### 한국 방문
그는 일본 황실의 시의이자 도쿄 대학 내과 교수로 재직 중이던 에르빈 벨츠(Erwin Bälz) 박사의 주선으로 1901년 11월 한국에 와서 콜레라 방역 대책을 세우는 등 한국의 근대 의학의 도입에 공헌하였다. 분쉬 박사는 한국인의 건강에 공헌을 하고 전염병 예방을 위해 예방접종을 실시한 공헌을 인정받아 1905년 7월 19일 고종 황제로부터 훈장과 훈기를 받았다.
러일 전쟁에서 승리한 일본의 압력으로 1905년 4월 한국을 떠나 일본에서 2년 가까이 머문 뒤 유럽으로 돌아갔으나, 1908년에 중국 청도에 와서 일하였다.

### 한국 풍속 조사
1903년 방한한 벨츠 박사와 함께 한국의 내지를 여행하며, 풍속을 조사하였다.

## 분쉬의학상
한국의 독일계 제약 회사인 한국베링거인겔하임은 한국과 독일 양국의 친선 증진과 학술연구 발전 도모를 위해 1990년 4월 대한의학회와 공동으로 ‘분쉬의학상’을 제정해 매년 시상하고 있다.